# Antonio de la Cruz
Jesús Antonio de la Cruz Gallego  (ur. 7 maja 1947 w León) – hiszpański trener piłkarski i piłkarz, występował na pozycji obrońcy.

## Życiorys

### Kariera klubowa
Był zawodnikiem hiszpańskich klubów: Real Valladolid, Granada CF i FC Barcelona.

### Kariera reprezentacyjna
Był reprezentantem Hiszpanii w kategorii wiekowej: U-23.
W reprezentacji Hiszpanii grał w latach 1972–1978, brał udział w 6 spotkaniach. Występował na Mistrzostwach Świata 1978 w Argentynie.

### Kariera trenerska
Jako trener pracował w klubach: CE Sabadell FC, Yokohama F. Marinos i FC Barcelona.